# Fred Perlini
Fred Perlini, född 12 april 1962, är en kanadensisk före detta professionell ishockeyspelare som tillbringade två säsonger i den nordamerikanska ishockeyligan National Hockey League (NHL), där han spelade för ishockeyorganisationen Toronto Maple Leafs. Han producerade fem poäng (två mål och tre assists) samt drog på sig noll utvisningsminuter på åtta grundspelsmatcher. Han spelade också på lägre nivåer för St. Catharines Saints och Baltimore Skipjacks i American Hockey League (AHL) och Toronto Marlboros i Ontario Major Junior Hockey League (OMJHL)/Ontario Hockey League (OHL).
Perlini blev aldrig draftad av någon NHL-organisation.
Han är far till ishockeyspelaren Brendan Perlini som spelar inom organisationen för Arizona Coyotes i NHL.

## Statistik
| 1979–1980  | Toronto Marlboros     | OMJHL      | 67  | 13  | 18  | 31  | 12  | 4  | 0  | 1  | 1  | 5  |
| 1980–1981  | Toronto Marlboros     | OHL        | 55  | 37  | 29  | 66  | 48  | 5  | 0  | 0  | 0  | 4  |
| 1981–1982  | Toronto Maple Leafs   | NHL        | 7   | 2   | 3   | 5   | 0   | —  | —  | —  | —  | —  |
|            | Toronto Marlboros     | OHL        | 68  | 47  | 64  | 111 | 75  | 10 | 4  | 9  | 13 | 8  |
| 1982–1983  | St. Catharines Saints | AHL        | 76  | 8   | 22  | 30  | 24  | —  | —  | —  | —  | —  |
| 1983–1984  | Toronto Maple Leafs   | NHL        | 1   | 0   | 0   | 0   | 0   | —  | —  | —  | —  | —  |
|            | St. Catharines Saints | AHL        | 79  | 21  | 31  | 52  | 67  | 7  | 1  | 1  | 2  | 17 |
| 1984–1985  | St. Catharines Saints | AHL        | 77  | 21  | 28  | 49  | 26  | —  | —  | —  | —  | —  |
| 1985–1986  | Baltimore Skipjacks   | AHL        | 25  | 6   | 4   | 10  | 6   | —  | —  | —  | —  | —  |
| 1986–1987  | Nottingham Panthers   | BHL        | 35  | 89  | 82  | 171 | 135 | 4  | 6  | 8  | 14 | 8  |
| 1987–1988  | Fife Flyers           | BHL        | 35  | 103 | 73  | 176 | 34  | 6  | 20 | 14 | 34 | 0  |
| 1988–1989  | Deeside Dragons       | D1         | 24  | 103 | 69  | 172 | 42  | —  | —  | —  | —  | —  |
| 1989–1990  | Trafford Metros       | D1         | 25  | 81  | 59  | 140 | 14  | —  | —  | —  | —  | —  |
| 1990–1991  | Telford Tigers        | D1         | 5   | 9   | 8   | 17  | 2   | —  | —  | —  | —  | —  |
|            | Blackburn Blackhawks  | D2         | 21  | 83  | 49  | 132 | 48  | —  | —  | —  | —  | —  |
| 1991–1992  | Streatham Redskins    | D2         | 23  | 93  | 53  | 146 | 42  | 6  | 12 | 4  | 16 | 48 |
| 1992–1993  | Streatham Redskins    | D2         | 31  | 135 | 91  | 226 | 20  | 6  | 17 | 9  | 26 | 4  |
| 1993–1994  | Basingstoke Beavers   | BHL        | 1   | 0   | 0   | 0   | 0   | —  | —  | —  | —  | —  |
|            | Lee Valley Lions      | D1         | 20  | 71  | 47  | 118 | 26  | —  | —  | —  | —  | —  |
| 1994–1995  | Guildford Flames      | D1         | 44  | 78  | 57  | 135 | 40  | —  | —  | —  | —  | —  |
| 1995–1996  | Guildford Flames      | D1         | 50  | 90  | 56  | 146 | 51  | 6  | 3  | 8  | 11 | 0  |
| 1996–1997  | Guildford Flames      | EPIHL      | 27  | 32  | 18  | 50  | 14  | 10 | 6  | 6  | 12 | 0  |
| NHL totalt | NHL totalt            | NHL totalt | 8   | 2   | 3   | 5   | 0   | —  | —  | —  | —  | —  |
| AHL totalt | AHL totalt            | AHL totalt | 257 | 56  | 85  | 141 | 123 | 7  | 1  | 1  | 2  | 17 |
| BHL totalt | BHL totalt            | BHL totalt | 71  | 192 | 155 | 347 | 169 | 10 | 26 | 22 | 48 | 8  |
| D1 totalt  | D1 totalt             | D1 totalt  | 168 | 432 | 296 | 728 | 175 | 6  | 3  | 8  | 11 | 0  |
| D2 totalt  | D2 totalt             | D2 totalt  | 75  | 311 | 193 | 504 | 110 | 12 | 29 | 13 | 42 | 52 |
| OMJHL/OHL  | OMJHL/OHL             | OMJHL/OHL  | 190 | 97  | 111 | 208 | 135 | 19 | 4  | 10 | 14 | 17 |